# Antoni de Cardona i de Luna
Antoni de Cardona i de Luna o Antoni de Cardona d'Anglesola i de Luna (? ~1380 - Sicília, 1439) fou comte de Collesano i virrei de Sicília (1416-1421). Era fill d'Hug II de Cardona i la seva esposa na Beatriu de Luna. Va casar-se amb Elionor de Villena amb la qual cosa va ampliar els dominis amb la vall d'Aiora, a València.
- Pere de Cardona i de Villena, es casà amb Elvira de Ventimiglia.
- Beatriu Coloira/Caterina de Cardona i de Villena.
- Hug de Cardona.
- Alfons de Cardona i de Villena, originà la nissaga dels comtes de Chiusa.

El 1416 Alfons IV l'envià a Sicília en qualitat de covirrei. S'hi establí i s'hi casà el 1421, en segones núpcies, amb Margarida de Peralta, comtessa de Caltabellotta i vídua d'Artal de Luna.
- Joan de Cardona i de Peralta.

|                    |                    |                    |                    |                    |                    |  |  |                 |                 |                 |                 |                 |                 |  |  |                     |                     |                     |                     |                     |                     |  |  |                    |                    |                    |                    |                    |                    |  |  | Hug II de Cardona  | Hug II de Cardona  | Hug II de Cardona  | Hug II de Cardona  | Hug II de Cardona  | Hug II de Cardona  |  |  | Beatriu de Luna      | Beatriu de Luna      | Beatriu de Luna      | Beatriu de Luna      | Beatriu de Luna      | Beatriu de Luna      |  |  |                    |                    |                    |                    |                    |                    |  |  |                    |                    |                    |                    |                    |                    |  |  |                   |                   |                   |                   |                   |                   |                |                |                    |                    |                    |                    |                    |                    |                   |                   |                    |                    |                    |                    |                    |                    |  |  |
|                    |                    |                    |                    |                    |                    |  |  |                 |                 |                 |                 |                 |                 |  |  |                     |                     |                     |                     |                     |                     |  |  |                    |                    |                    |                    |                    |                    |  |  | Hug II de Cardona  | Hug II de Cardona  | Hug II de Cardona  | Hug II de Cardona  | Hug II de Cardona  | Hug II de Cardona  |  |  | Beatriu de Luna      | Beatriu de Luna      | Beatriu de Luna      | Beatriu de Luna      | Beatriu de Luna      | Beatriu de Luna      |  |  |                    |                    |                    |                    |                    |                    |  |  |                    |                    |                    |                    |                    |                    |  |  |                   |                   |                   |                   |                   |                   |                |                |                    |                    |                    |                    |                    |                    |                   |                   |                    |                    |                    |                    |                    |                    |  |  |
|                    |                    |                    |                    |                    |                    |  |  |                 |                 |                 |                 |                 |                 |  |  |                     |                     |                     |                     |                     |                     |  |  |                    |                    |                    |                    |                    |                    |  |  |                    |                    |                    |                    |                    |                    |  |  |                      |                      |                      |                      |                      |                      |  |  |                    |                    |                    |                    |                    |                    |  |  |                    |                    |                    |                    |                    |                    |  |  |                   |                   |                   |                   |                   |                   |                |                |                    |                    |                    |                    |                    |                    |                   |                   |                    |                    |                    |                    |                    |                    |  |  |
|                    |                    |                    |                    |                    |                    |  |  |                 |                 |                 |                 |                 |                 |  |  |                     |                     |                     |                     |                     |                     |  |  |                    |                    |                    |                    |                    |                    |  |  |                    |                    |                    |                    |                    |                    |  |  |                      |                      |                      |                      |                      |                      |  |  |                    |                    |                    |                    |                    |                    |  |  |                    |                    |                    |                    |                    |                    |  |  |                   |                   |                   |                   |                   |                   |                |                |                    |                    |                    |                    |                    |                    |                   |                   |                    |                    |                    |                    |                    |                    |  |  |
| Hug III de Cardona | Hug III de Cardona | Hug III de Cardona | Hug III de Cardona | Hug III de Cardona | Hug III de Cardona |  |  | Pere de Cardona | Pere de Cardona | Pere de Cardona | Pere de Cardona | Pere de Cardona | Pere de Cardona |  |  | Marquesa de Cardona | Marquesa de Cardona | Marquesa de Cardona | Marquesa de Cardona | Marquesa de Cardona | Marquesa de Cardona |  |  | Beatriu de Cardona | Beatriu de Cardona | Beatriu de Cardona | Beatriu de Cardona | Beatriu de Cardona | Beatriu de Cardona |  |  | Ramon I de Cardona | Ramon I de Cardona | Ramon I de Cardona | Ramon I de Cardona | Ramon I de Cardona | Ramon I de Cardona |  |  | Elfa de Cardona      | Elfa de Cardona      | Elfa de Cardona      | Elfa de Cardona      | Elfa de Cardona      | Elfa de Cardona      |  |  | Elionor de Cardona | Elionor de Cardona | Elionor de Cardona | Elionor de Cardona | Elionor de Cardona | Elionor de Cardona |  |  | Aldonça de Cardona | Aldonça de Cardona | Aldonça de Cardona | Aldonça de Cardona | Aldonça de Cardona | Aldonça de Cardona |  |  | Antoni de Cardona | Antoni de Cardona | Antoni de Cardona | Antoni de Cardona | Antoni de Cardona | Antoni de Cardona |                |                | Elionor de Villena | Elionor de Villena | Elionor de Villena | Elionor de Villena | Elionor de Villena | Elionor de Villena |                   |                   | Violant de Cardona | Violant de Cardona | Violant de Cardona | Violant de Cardona | Violant de Cardona | Violant de Cardona |  |  |
| Hug III de Cardona | Hug III de Cardona | Hug III de Cardona | Hug III de Cardona | Hug III de Cardona | Hug III de Cardona |  |  | Pere de Cardona | Pere de Cardona | Pere de Cardona | Pere de Cardona | Pere de Cardona | Pere de Cardona |  |  | Marquesa de Cardona | Marquesa de Cardona | Marquesa de Cardona | Marquesa de Cardona | Marquesa de Cardona | Marquesa de Cardona |  |  | Beatriu de Cardona | Beatriu de Cardona | Beatriu de Cardona | Beatriu de Cardona | Beatriu de Cardona | Beatriu de Cardona |  |  | Ramon I de Cardona | Ramon I de Cardona | Ramon I de Cardona | Ramon I de Cardona | Ramon I de Cardona | Ramon I de Cardona |  |  | Elfa de Cardona      | Elfa de Cardona      | Elfa de Cardona      | Elfa de Cardona      | Elfa de Cardona      | Elfa de Cardona      |  |  | Elionor de Cardona | Elionor de Cardona | Elionor de Cardona | Elionor de Cardona | Elionor de Cardona | Elionor de Cardona |  |  | Aldonça de Cardona | Aldonça de Cardona | Aldonça de Cardona | Aldonça de Cardona | Aldonça de Cardona | Aldonça de Cardona |  |  | Antoni de Cardona | Antoni de Cardona | Antoni de Cardona | Antoni de Cardona | Antoni de Cardona | Antoni de Cardona |                |                | Elionor de Villena | Elionor de Villena | Elionor de Villena | Elionor de Villena | Elionor de Villena | Elionor de Villena |                   |                   | Violant de Cardona | Violant de Cardona | Violant de Cardona | Violant de Cardona | Violant de Cardona | Violant de Cardona |  |  |
|                    |                    |                    |                    |                    |                    |  |  |                 |                 |                 |                 |                 |                 |  |  |                     |                     |                     |                     |                     |                     |  |  |                    |                    |                    |                    |                    |                    |  |  |                    |                    |                    |                    |                    |                    |  |  |                      |                      |                      |                      |                      |                      |  |  |                    |                    |                    |                    |                    |                    |  |  |                    |                    |                    |                    |                    |                    |  |  |                   |                   |                   |                   |                   |                   |                |                |                    |                    |                    |                    |                    |                    |                   |                   |                    |                    |                    |                    |                    |                    |  |  |
|                    |                    |                    |                    |                    |                    |  |  |                 |                 |                 |                 |                 |                 |  |  |                     |                     |                     |                     |                     |                     |  |  |                    |                    |                    |                    |                    |                    |  |  |                    |                    |                    |                    |                    |                    |  |  |                      |                      |                      |                      |                      |                      |  |  |                    |                    |                    |                    |                    |                    |  |  |                    |                    |                    |                    |                    |                    |  |  |                   |                   |                   |                   |                   |                   |                |                |                    |                    |                    |                    |                    |                    |                   |                   |                    |                    |                    |                    |                    |                    |  |  |
|                    |                    |                    |                    |                    |                    |  |  |                 |                 |                 |                 |                 |                 |  |  |                     |                     |                     |                     |                     |                     |  |  |                    |                    |                    |                    |                    |                    |  |  |                    |                    |                    |                    |                    |                    |  |  | Pere de Cardona      | Pere de Cardona      | Pere de Cardona      | Pere de Cardona      | Pere de Cardona      | Pere de Cardona      |  |  | Elvira Ventimiglia | Elvira Ventimiglia | Elvira Ventimiglia | Elvira Ventimiglia | Elvira Ventimiglia | Elvira Ventimiglia |  |  | Beatriu de Cardona | Beatriu de Cardona | Beatriu de Cardona | Beatriu de Cardona | Beatriu de Cardona | Beatriu de Cardona |  |  |                   |                   | Hug de Cardona    | Hug de Cardona    | Hug de Cardona    | Hug de Cardona    | Hug de Cardona | Hug de Cardona |                    |                    |                    |                    |                    |                    | Alfons de Cardona | Alfons de Cardona | Alfons de Cardona  | Alfons de Cardona  | Alfons de Cardona  | Alfons de Cardona  |                    |                    |  |  |
|                    |                    |                    |                    |                    |                    |  |  |                 |                 |                 |                 |                 |                 |  |  |                     |                     |                     |                     |                     |                     |  |  |                    |                    |                    |                    |                    |                    |  |  |                    |                    |                    |                    |                    |                    |  |  | Pere de Cardona      | Pere de Cardona      | Pere de Cardona      | Pere de Cardona      | Pere de Cardona      | Pere de Cardona      |  |  | Elvira Ventimiglia | Elvira Ventimiglia | Elvira Ventimiglia | Elvira Ventimiglia | Elvira Ventimiglia | Elvira Ventimiglia |  |  | Beatriu de Cardona | Beatriu de Cardona | Beatriu de Cardona | Beatriu de Cardona | Beatriu de Cardona | Beatriu de Cardona |  |  |                   |                   | Hug de Cardona    | Hug de Cardona    | Hug de Cardona    | Hug de Cardona    | Hug de Cardona | Hug de Cardona |                    |                    |                    |                    |                    |                    | Alfons de Cardona | Alfons de Cardona | Alfons de Cardona  | Alfons de Cardona  | Alfons de Cardona  | Alfons de Cardona  |                    |                    |  |  |
|                    |                    |                    |                    |                    |                    |  |  |                 |                 |                 |                 |                 |                 |  |  |                     |                     |                     |                     |                     |                     |  |  |                    |                    |                    |                    |                    |                    |  |  |                    |                    |                    |                    |                    |                    |  |  |                      |                      |                      |                      |                      |                      |  |  |                    |                    |                    |                    |                    |                    |  |  |                    |                    |                    |                    |                    |                    |  |  |                   |                   |                   |                   |                   |                   |                |                |                    |                    |                    |                    |                    |                    |                   |                   |                    |                    |                    |                    |                    |                    |  |  |
|                    |                    |                    |                    |                    |                    |  |  |                 |                 |                 |                 |                 |                 |  |  |                     |                     |                     |                     |                     |                     |  |  |                    |                    |                    |                    |                    |                    |  |  |                    |                    |                    |                    |                    |                    |  |  |                      |                      |                      |                      |                      |                      |  |  |                    |                    |                    |                    |                    |                    |  |  |                    |                    |                    |                    |                    |                    |  |  |                   |                   |                   |                   |                   |                   |                |                |                    |                    |                    |                    |                    |                    |                   |                   |                    |                    |                    |                    |                    |                    |  |  |
|                    |                    |                    |                    |                    |                    |  |  |                 |                 |                 |                 |                 |                 |  |  |                     |                     |                     |                     |                     |                     |  |  |                    |                    |                    |                    |                    |                    |  |  | Artal de Cardona   | Artal de Cardona   | Artal de Cardona   | Artal de Cardona   | Artal de Cardona   | Artal de Cardona   |  |  | Maria de Ventimiglia | Maria de Ventimiglia | Maria de Ventimiglia | Maria de Ventimiglia | Maria de Ventimiglia | Maria de Ventimiglia |  |  |                    |                    |                    |                    |                    |                    |  |  |                    |                    |                    |                    |                    |                    |  |  |                   |                   |                   |                   |                   |                   |                |                |                    |                    |                    |                    |                    |                    |                   |                   |                    |                    |                    |                    |                    |                    |  |  |
|                    |                    |                    |                    |                    |                    |  |  |                 |                 |                 |                 |                 |                 |  |  |                     |                     |                     |                     |                     |                     |  |  |                    |                    |                    |                    |                    |                    |  |  | Artal de Cardona   | Artal de Cardona   | Artal de Cardona   | Artal de Cardona   | Artal de Cardona   | Artal de Cardona   |  |  | Maria de Ventimiglia | Maria de Ventimiglia | Maria de Ventimiglia | Maria de Ventimiglia | Maria de Ventimiglia | Maria de Ventimiglia |  |  |                    |                    |                    |                    |                    |                    |  |  |                    |                    |                    |                    |                    |                    |  |  |                   |                   |                   |                   |                   |                   |                |                |                    |                    |                    |                    |                    |                    |                   |                   |                    |                    |                    |                    |                    |                    |  |  |